# Дукштос
Ду́кштос (лит. Dūkštos) — деревня на территории самоуправления Вильнюсского района, в 8 км к юго-западу от Майшягалы, при трассах Вевис — Майшягала — Неменчине и Букишкис — Судярве — Дукштос, на правом берегу Вилии, у её правого притока реки Дукшта; центр староства площадью в 9100 га с 49 деревнями и 1774 жителями.

## Инфраструктура
Имеются почтовое отделение, библиотека (основана в 1951 году; филиал Центральной библиотеки Вильнюсского района), начальная и основная школы, медицинский пункт, центр культуры, неоготический костёл Святой Анны (построен в 1856 году), православная церковь.

## История

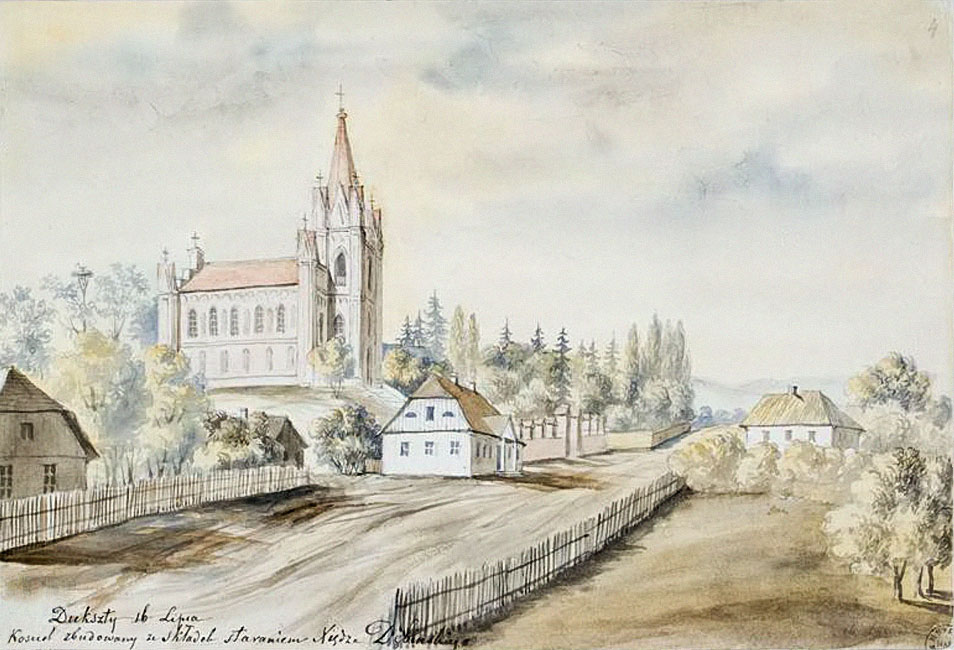
Наполеон Орда. Дукшты (1875)

Дукшты (Дукштос) упоминаются в документах с XIV века: когда крестоносцы нападали на Кярнаве (1365), литовское войско и жители отступали в Дукшты.
В 1743 году деревня стала собственностью виленского монастыря пиаров. С тех пор деревня длительное время называлась Дукшты Пиарские (Dukszty Pijarskie). С 1790 года здесь действовала приходская школа, позднее преобразованная в пиарский коллегиум. После подавления восстания 1831 года пиары вынуждены были покинуть Дукшты.
В 1647 года в Дукштах был заложен костёл Святой Анны (по другим сведениям, костёл был освящён во имя Благовещения Пресвятой Богородицы) на средства Дороты Довборовой (урождённой Гедройц). В 1750 году он перешёл под опеку виленских пиаров. В 1772 году храм был перестроен. В 1777 году стараниями епископа виленского Игнацы Якуба Масальского при костёле был учреждён приход.

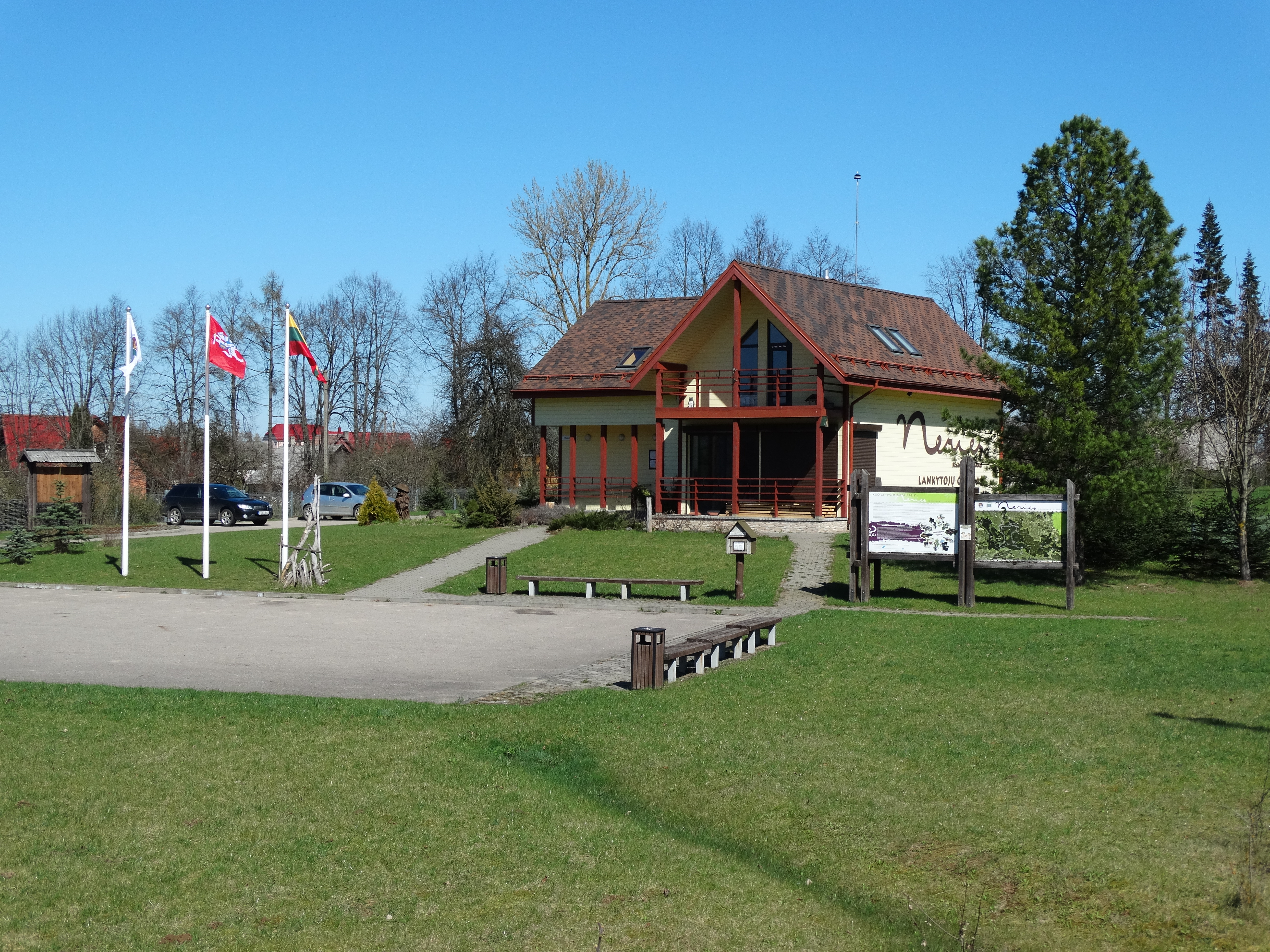
Дирекция регионального парка

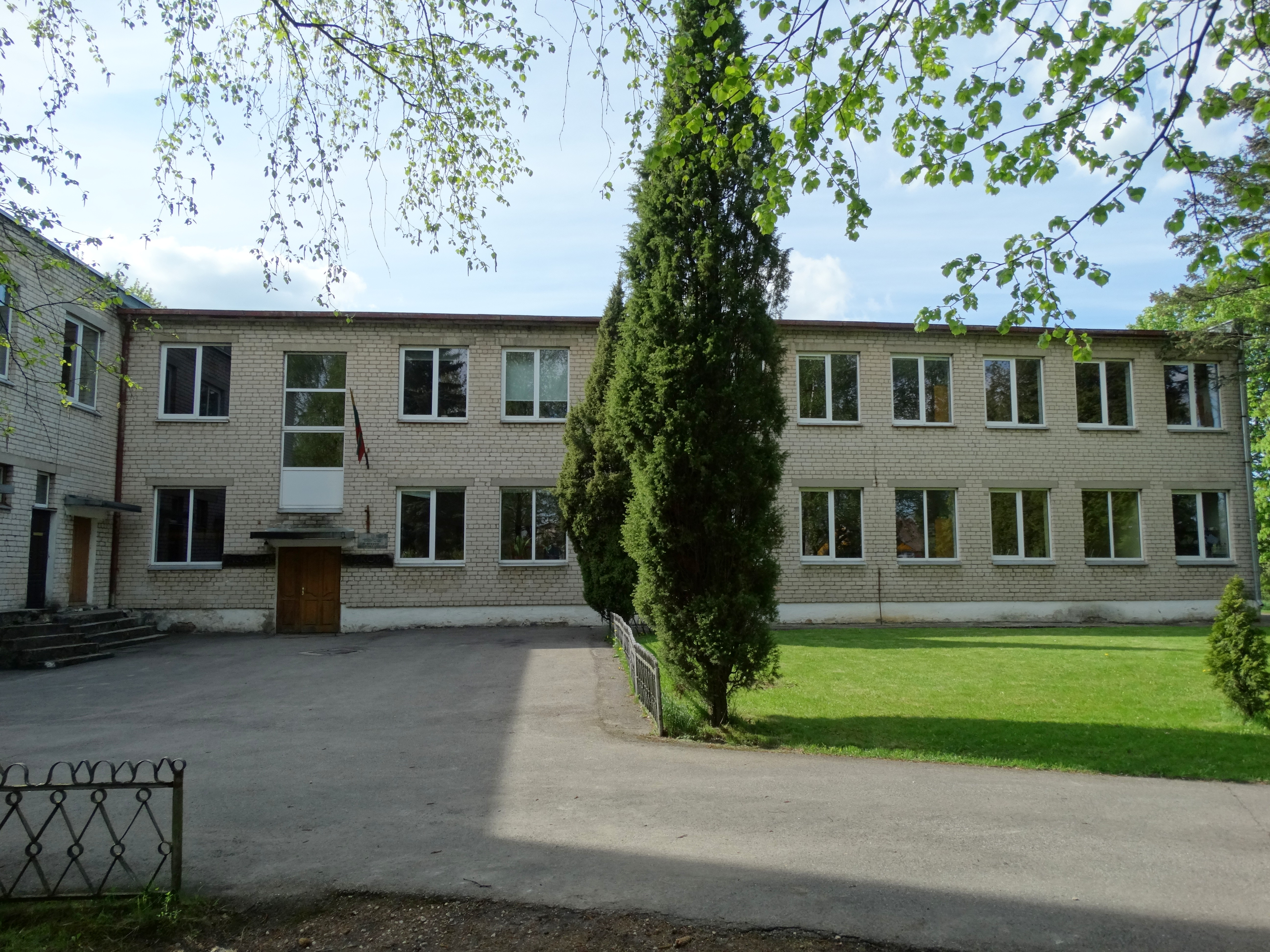
Основная школа

Ректор виленских пиаров одновременно был настоятелем костёла в Дукштах. После упразднения монастырей пиаров в Литве в Дукштах обосновался последний провинциал и ректор пиаров священник Йоахим Дембинский. Его стараниями в 1850—1856 годах по проекту архитекторов Томаша Тышецкого и Густава Шахта был построен католический храм Святой Анны на пожертвования местных жителей и жителей Вильно (среди жертвователей был композитор Станислав Монюшко). В 1868—1915 годах костёл был православной церковью. В 1918 году храм был возвращён католической церкви, восстановлен и стал приходским.

## Население
По переписи населения 1959 года в деревне числилось 128 жителей, в 1970 году — 142, в 1976 — 133, по переписи 1979 года было 164 человека, в 1984 году насчитывалось 178 жителей, по переписи 1989 года — 294 жителя. В настоящее время насчитывается 351 житель (2011).